# Очаково (Марий Эл)
Очаково (мар. Йыранъял) — деревня в Волжском районе Республики Марий Эл России. Входит в состав Большепаратского сельского поселения.

## География
Деревня находится в юго-восточной части республики, в пределах Мари-Турекского плато, в зоне хвойно-широколиственных лесов, при автодороге 88К-011 «Волжск — Сотнур», на расстоянии примерно 20 километров (по прямой) к северо-востоку от города Волжска, административного центра района, и в 1,5 км по прямой к северо-западу от центра сельского поселения, села Новые Параты. Абсолютная высота — 177 метров над уровнем моря.

### Климат
Климат характеризуется как континентальный, умеренно влажный, с длительной снежной зимой и коротким жарким летом. Среднегодовая температура воздуха — 2,3 °С. Средняя температура воздуха самого тёплого месяца (июля) — 18,2 °C (абсолютный максимум — 38 °C); самого холодного (января) — −13,7 °C (абсолютный минимум — −47 °C). Среднегодовое количество атмосферных осадков составляет 491 мм, из которых 352 мм выпадает в период с апреля по октябрь.

### Часовой пояс
Деревня Очаково, как и вся Марий Эл, находится в часовой зоне МСК (московское время). Смещение применяемого времени относительно UTC составляет +3:00.

## История
Деревня основана примерно в середине XVIII века, обозначена на плане Генерального межевания Казанского уезда как выселок из села Большие Параты. Марийское название деревни Йыранъял происходит от названия речки Яранка, протекающей рядом. Местные жители утверждают, что основателем деревни был Эчак, в честь которого (с искажением) появилось русское название деревни.
В 1885 году Очаков был околотком близ деревни Старые Параты Ильинской волости Казанского уезда Казанской губернии. Жителями были марийцы, бывшие государственные крестьяне. Околоток принадлежал 1-му Паратскому сельскому обществу, в нём насчитывался 101 житель (48 мужчин, 53 женщины). По данным переписи 1897 года в деревне проживало 119 жителей.
В начале 1925 года в деревне Очаково Паратского райсельсовета Звениговского кантона жило 162 человека (все марийцы). В 1927 году — 180 человек в 33 дворах (из них 159 марийцев и 21 русский).
В 1931 году организована небольшая сельскохозяйственная артель «Весёлая горка». К 1940 году в состав этого колхоза входили уже 30 дворов и 127 человек, он обслуживался Сотнурской МТС. У колхоза было 26 лошадей, 21 голова крупного рогатого скота, 36 овец, также в колхозном стаде имелось 55 голов птицы и 14 пчелосемей. Поля обрабатывали молотилкой, 25 конными плугами, сеялкой и двумя жатками, а также тремя боронами и веялками. В деревне имелись картофелехранилище, 2 овина и крытый ток, а также водяная мельница.
В 1945 году в состав колхоза «Весёлая горка» входило 123 человека, из них трудоспособных 10 мужчин, 51 женщина и 28 подростков, работали мельница и кузница. Жители занимались полеводством, животноводством и лесозаготовкой, благо лес был рядом. К 1952 году деревня вошла в состав колхоза «Путь Сталина».
Перепись 1979 года показала 141 постоянного жителя деревни (62 мужчины, 79 женщин). В 1980 году в деревне Очаково Большепаратского сельсовета Волжского района проживало 136 человек (54 мужчины, 82 женщины) в 35 хозяйствах, большинство составляли марийцы. Деревня входила в состав совхоза «Восток». Все дома были одноэтажные, большинство домов было построено до войны. Деревня была электрифицирована, имелись радио и телефоны, воду брали из колодцев. В личном пользовании жителей было 7 велосипедов и 11 мотоциклов. Основные объекты инфраструктуры находились рядом, в селе Новые Параты.
К 2000-м годам в восточной части деревни на землях КДП «Отымбальское» была застроена улица Савина — к югу от деревни находятся поля крестьянского хозяйства «Савин».

## Население
| 2002 | 2010 |
| ---- | ---- |
| 98   | ↘95  |

Согласно результатам переписи 2002 года в деревне проживало 98 человек (46 мужчин и 52 женщины), марийцы (99 %). По данным текущего учёта — 109 жителей в 36 дворах. Жители разговаривали на марийском языке. По переписи 2010 года — 95 человек (43 мужчины и 52 женщины). По переписи 2021 года — лишь 47 жителей (все марийцы). Для 46 человек родным был марийский язык, для 1 — русский (которым владели все и использовали почти все жители деревни наряду с марийским).

## Инфраструктура
В 1992 году деревня была газифицирована. В верхней части деревни ранее имелась водокачка, но сейчас централизованное водоснабжение отсутствует. Есть деревянные и каменные дома. Жители на приусадебных участках в 25 соток и более выращивают в основном картофель и свеклу. Имеются трактор, грузовые и легковые автомобили, мотоциклы и велосипеды. Фельдшерско-акушерский пункт находится в деревне Отымбал, другие основные объекты инфраструктуры, в том числе церковь Димитрия Солунского — в селе Новые Параты. В 2000-х годах жители работали в основном на помарской компрессорной станции, а также на птицефабрике в пгт Приволжский и в КДП «Отымбальское».